# آرنولد کرامیش
آرنولد کرامیش(انگلیسی: Arnold Kramish؛ زاده ۶ ژوئن ۱۹۲۳ درگذشته ۱۵ ژوئن ۲۰۱۰) یک فیزیک‌دان هسته‌ای بود.